# Markus Meurer

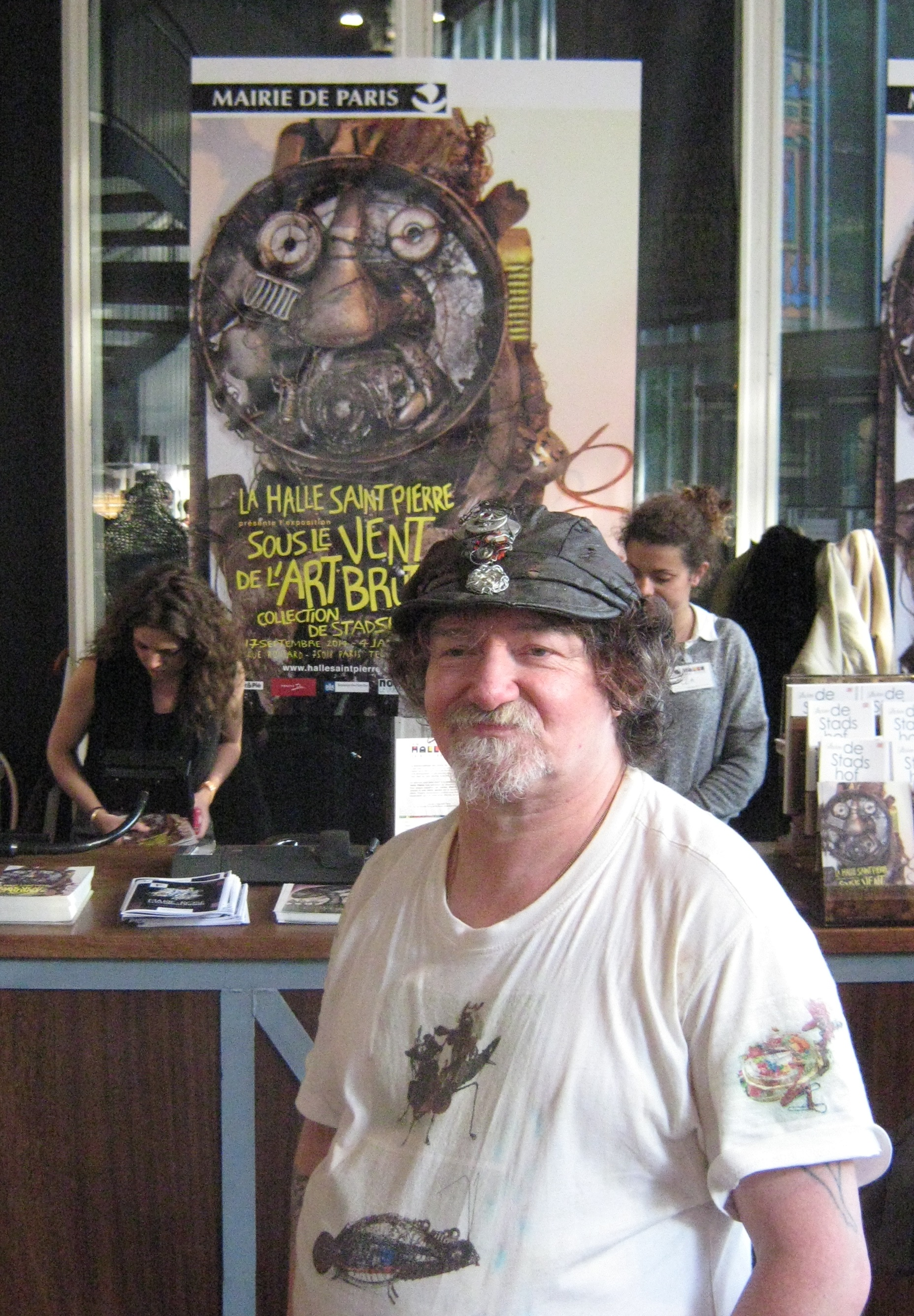
Markus Meurer en la apertura de la exposición en el Halle Saint-Pierre (París) año 2014.

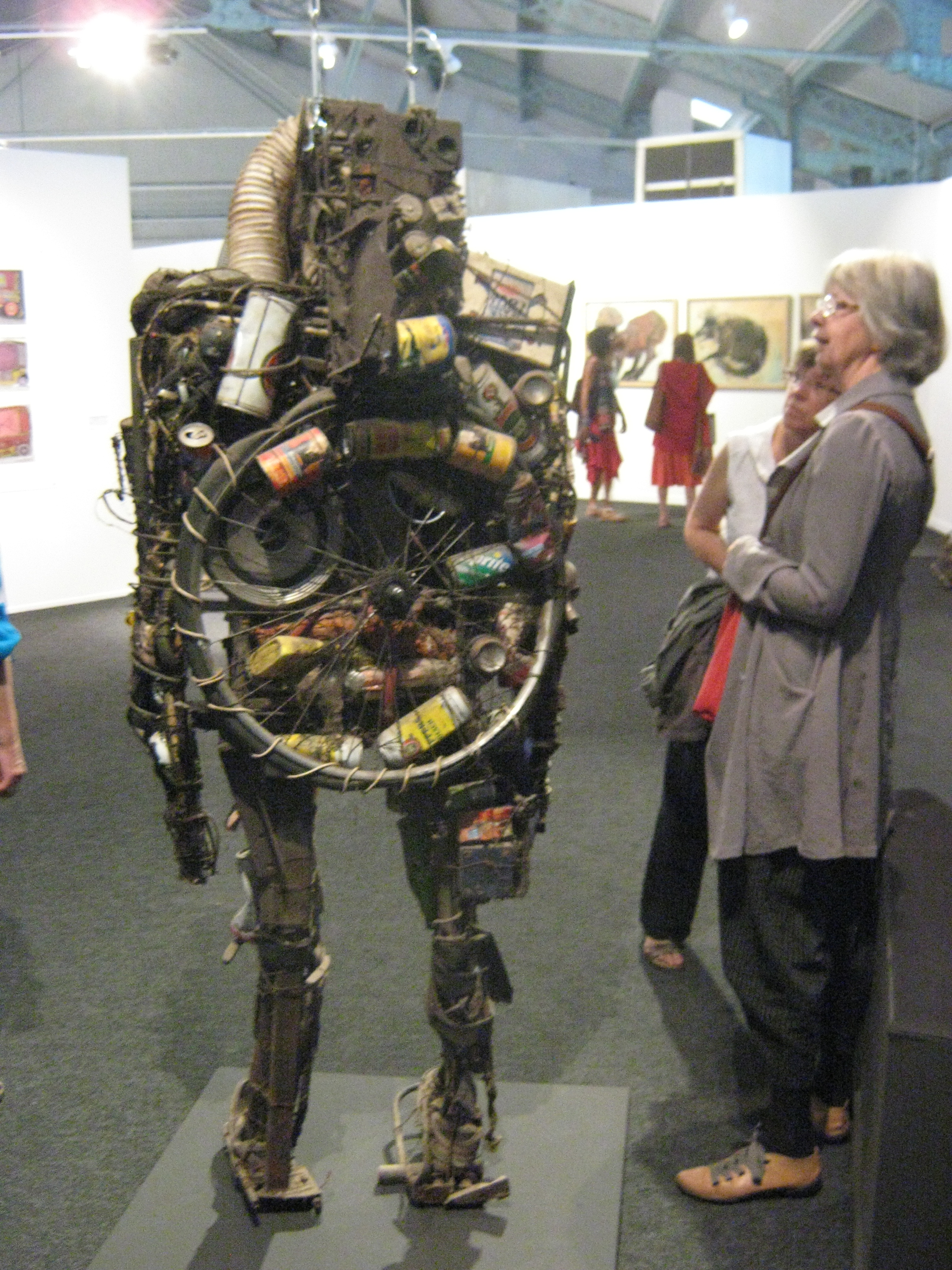
Escultura de Meurer “Papa“ (Vista Posterior).

Markus Meurer (Monreal (Renania-Palatinado), 28 de abril de 1959) es un artista marginal alemán cuyo arte es representado a través de figuras, objetos y collages realizados con materiales considerados como desechos.  

## Vida y Trabajo
Markus Meurer desde niño se ve inmerso en el arte marginal por parte de su padre, un artista outsider que realizaba esculturas en piedra. Pese a la influencia de este, él toma su camino independiente y aprende a realizar figuras con alambre y otros materiales considerados como basura. Sus esculturas son del tipo animista e híbrido que representan personas, animales y máquinas.
Al iniciar su vida como artista su situación económica fue muy dura, debido al poco ingreso que percibía por sus obras y por sus trabajos ocasionales. Su residencia en ese entonces ubicada en la casa de sus padres en Monreal en la parte baja de Löwenburg (Castillo de León), se la consideraba como una verdadera obra de arte debido al sinnúmero de figuras y collages que en ella creaba.
Después de la muerte de su padre, su vida en Monreal se vuelve cada día más difícil y en 2006 decide migrar a Inglaterra. Aquí vivió con su esposa Jaqueline hasta el año 2008 y durante este tiempo escribió el libro Die Plange Angst (Terror Puro).
En 2008 con la ayuda de un amigo, él y su esposa regresan a Alemania. Su residencia actual se encuentra en la ciudad de Kevelaer región Colonia, pues la casa de sus padres quedó deshabitada durante el tiempo que él permaneció en Inglaterra, fue demolida por mandato del estado de Monreal. Vive actualmente en un departamento que le sirve de taller y sala de exposiciones.
A lo largo de los años su trabajo se ha hecho conocido en exposiciones dentro y fuera de Alemania gracias al apoyo de amigos artistas del Bajo Rin, a través de Lisa Inckmann, directora del museo  "Kunsthaus Kannen" en Münster y la fundación holandesa "Stichting Collectie De Stadshof" que adquirió obras de Meurer y las expone en diferentes lugares de Europa.
Es últimos tiempos Markus Meurer se ha concentrado en la creatión de collages que evidencian enseñan su visión única y fantástica que tiene del mundo.

## Cita
El arte de Meurer puede describirse como una simbiosis de la naturaleza, el arte y la materia como él lo expresa. [...]. Lo que ha sido considerado como residuo o basura esconde para Meurer verdadera belleza y estética, que él mediante un proceso creativo se encarga de darle vida. En las esculturas se hace notable su perspectiva firme de la forma y figuración. A simple vista su trabajo en alambre parece extraordinariamente realista. En una mirada detenida se aprecia sin embargo la unión de objetos como rasuradoras usadas, baterías, timbres de bicicleta, condones, muñecas, plástico y otros elementos que forman imaginativamente estas figuras y esculturas. – LISA INCKMANN

## Exposiciones

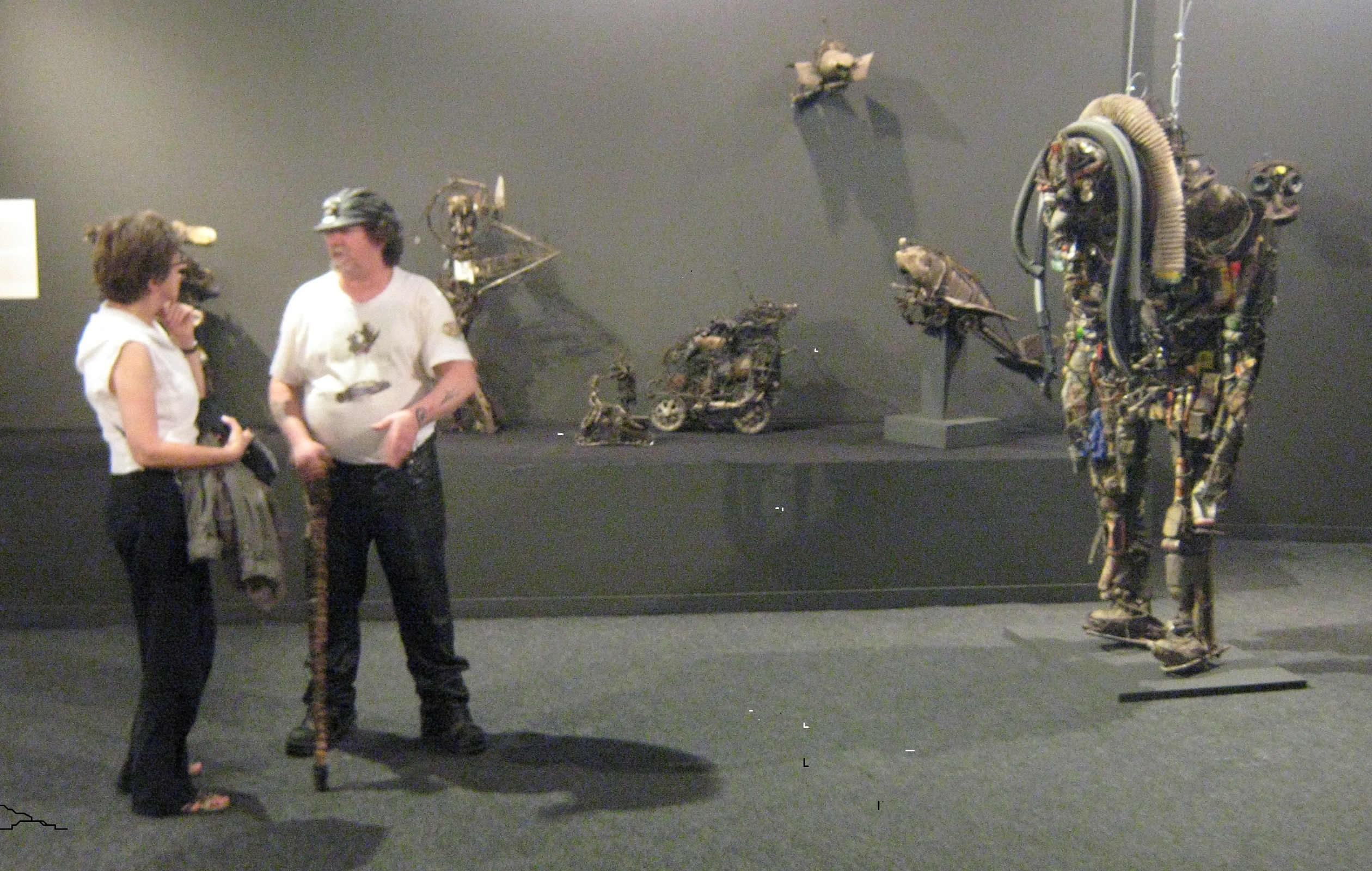
Markus Meurer en su exposición en el Halle Saint-Pierre (París) año 2014.

- 1986 Genovevaburg, Mayen (Alemania)
- 2007 Kunsthaus Kannen, Münster (Alemania)
- 2008 Haus Gesselen/Haus te Gesselen, Kevelaer (Alemania)
- 2009 Outsider Art House, Veenhuizen (Países Bajos)
- 2009 Verbeeke Foundation, Kemzeke (Bélgica)
- 2009 Kunsthaus Kannen, Münster (Alemania)
- 2010 Slovenská národná galéria, Bratislava (Eslovenia)
- 2010 Haus Lawaczeck, Kerken (Alemania)
- 2010/2011 Galerie Stattmuseum, Düsseldorf (Alemania)
- 2011 Kunsthaus Kannen, Münster (Alemania)
- 2012 Creatieve Fabriek, Hengelo (Países Bajos)
- 2012 GarageRotterdam, Róterdam (Países Bajos)
- 2013 Kunsthaus Kannen, Münster (Alemania)
- 2014 CityPalais, Duisburg (Alemania)
- 2014 Galerie ART CRU, Berlín (Alemania)
- 2014/2015 Collection De Stadshof, Halle Saint-Pierre, París (Francia)
- 2015 Hazemeijer, Hengelo (Países Bajos)
- 2015 Kunsthaus Kannen, Münster (Alemania)
- 2016 Atelier Filip Henin, Düsseldorf (Alemania)
- 2016 Museo Dr. Guislain, Gante (Bélgica)
- 2017 Treibhaus Voll Kunst, Recklinghausen (Alemania)
- 2017 Museum Dr. Guislain, Gante (Bélgica)
- 2017 Kunsthaus Kannen, Münster (Alemania)
- 2017 Pop-Up Museum, Róterdam (Países Bajos)
- 2018 Galerie Herenplaats, Róterdam (Países Bajos)
- 2018 Galerie ART CRU, Berlín (Alemania)
- 2018 Hazemeijer, Hengelo (Países Bajos)
- 2018 Salle Francois Mitterand, Rives (Francia)
- 2019 bergérie des arts, Düsseldorf (Alemania)
- 2019 Galerie de La Tour, Klagenfurt (Austria)
- 2021 Museum Wilhelm Morgner, Soest (Alemania)
- 2022 Kunstraum DenkArt, Recklinghausen (Alemania)
- 2022 Galerie Haus im Park, Emmerich (Alemania)
- 2022 Art Brut Biennale, Hengelo (Países Bajos)
- 2023 Treibhasu Voll Kunst, Recklinghausen (Alemania)
- 2023 Kunsthaus Kannen, Münster (Alemania)
- 2023 Art Brut Biennale, Hengelo (Países Bajos)
- 2024 Kunstforum Buddemühle, Welver (Alemania)
- 2024 Kulturwerkstatt auf AEG, Núrenberg (Alemania)

## Publicaciones y catálogos de exposiciones
- Markus Meurer. Productie Outsider Art House, Veenhuizen 2009.
- Markus Meurer: Die Plange Angst. edition statt-museum, Düsseldorf 2010, ISBN 978-3-00-032833-6.
- Petra Dreier & Michael Hanousek (Ed.), auf pump. 31 künstlerische Positionen, Duisburg 2014
- SHREK – Markus Meurer. Galerie ART CRU, Berlín 2014.
- Frans Smolders, Liesbeth Reith, Jos ten Berge: Solitary Creations. 51 Artists out of De Stadshof Collection. Eindhoven 2014. ISBN 978-94-6226-047-4.
- Petra Dreier & Michael Hanousek, Ulrich Mohr (Ed.), KunstAcker 144. 35 künstlerische Positionen der Insider- & Outsiderkunst, Düsseldorf 2014
- Frans Smolders: Markus Meurer. En: Sous le vent de l’art brut 2 - Collection De Stadshof, Halle Saint-Pierre, Paris 2014, pp. 84-85.
- Hadwiga und Peter Nieting: Markus Meurer. Geldern 2018
- Aktion Kunst Stiftung (Ed.), inTime3, Soest 2021, ISBN 978-3-9818570-4-7

## Literatura
- Lisa Inckmann: Markus Meurer. En: 2 x 2 Forum Outsider Art, Kunsthaus Kannen, Münster 2009, p. 29.
- Frans Smolders: Markus Meurer. En: Insita 2010, Slowakische Nationalgalerie, pp. 90-91, Bratislava 2010, ISBN 978-80-8059-150-2.
- Frans Smolders: „Drek bestaat niet“. Alles is materie voor Markus Meurer. En: Out of Art. Magazine voor actuele Outsider Art, Jaargang 5, Nr. 1 / 2010, Ámsterdam 2010.
- Markus Meurer, Fielosofie der Ängste und Die Angst. Wo kommt sie her. En: Lisa Inckmann (Ed.): gedankenschwer und federleicht, Münster 2010, pp. 92-93, 154-155, ISBN 3-930330-19-9.
- Jasmijn Jarram: Markus Meurer. En: Catalogue Border Lines, garagerotterdam.nl/en/catalogues/3/artist/23/ [2012].
- Angelika Hille-Sandvoß: Einführung. En: Petra Dreyer y Michael Hanousek (Ed.): auf pump. 31 künstlerische Positionen. Duisburg 2014, p. 8; pp. 50-51.
- Henk van Es: Künstlerhaus in Monreal. En: outsider-envirements.blogspot.de consultado el 3 de enero de 2012.
- Frans Smolders: Markus Meurer. En: Frans Smolders, Liesbeth Reith, Jos ten Berge (Ed.): Solitary Creations. 51 Artists out of De Stadshof Collection. Eindhoven 2014, pp. 188-195, ISBN 978-94-6226-047-4
- Christiane Meixner: Shreklich. En: Diario Der Tagesspiegel. 17 de mayo de 2014.